# 吉尔德霍尔 (佛蒙特州)
吉尔德霍尔（英語：Guildhall）位于美国佛蒙特州东北部，是埃塞克斯县的县治所在，面积84.7平方公里。根据2000年美国人口普查，共有268人，其中白人占95.15%。